# M-541
La M-541 es una carretera de la Red Local de la Comunidad de Madrid. Con una longitud de 19,84 km, une Pelayos de la Presa con Cenicientos.

## Trayecto
Esta vía une entre sí los municipios de Pelayos de la Presa, Cadalso de los Vidrios y Cenicientos.
En los últimos años se han llevado a cabo diversas mejoras en cuestión de seguridad y comodidad.

## Tráfico
Las cifras de intensidad media diaria (vehículos diarios) que se han registrado en 2023 se detallan en la tabla adjunta:
| KM     | Intensidad media diaria | % Vehículos pesados | Ubicación del P.K. de medición                     |
| ------ | ----------------------- | ------------------- | -------------------------------------------------- |
| 3,000  | 228                     | 7,02                | Entre Pelayos de la Presa y Cadalso de los Vidrios |
| 15,400 | 1475                    | 11,86               | Entre Cadalso de los Vidrios y Cenicientos         |